# Material inteligente
Materiais inteligentes, também chamados de materiais responsivos, são materiais, projetados, que possuem uma ou mais propriedades que podem ser alteradas por estímulos externos, como estresse, umidade, campos elétricos, ou magnéticos, luz, temperatura, pH ou outros compostos químicos. Materiais inteligentes são a base de muitas aplicações, incluindo sensores e atuadores, ou músculos artificiais, por exemplo, particularmente como polímeros eletroativos (EAPs, em inglês, Electroactive Polymers).

## Exemplos de materiais inteligentes
Existem vários tipos de materiais inteligentes, muitos que já são comuns. Alguns exemplos são os seguintes:
- Materiais piezoelétricos são materiais que produzem uma tensão elétrica, quando uma tensão mecânica é aplicada. Como este efeito também se aplica de maneira inversa, uma tensão elétrica, na amostra, produzirá uma tensão mecânica, dentro da amostra. Estruturas projetadas de maneira adequada, feitas a partir desses materiais podem, portanto, ser feitas para dobrar, expandir ou contrair quando uma tensão elétrica é aplicada. Um exemplo é a balança de pesar, que, quando tem uma tensão mecânica aplicada (peso), produz uma tensão elétrica.
- Ligas com memória de forma, e polímeros com memória de forma são materiais nos quais grandes deformações podem ser induzidas e por meio de mudanças de temperatura ou de tensão ( pseudoelasticidade), é "recuperada". Este efeito de memória de forma resulta da mudança de fase martensítica, e da elasticidade induzida em temperaturas mais altas.
- Materiais fotovoltaicos ou optoeletrônicos convertem luz em corrente elétrica.
- Polímeros eletroativos (EAPs) alteram seu volume através de uma voltagem ou de campos elétricos.
- Os materiais magnetostritivos exibem uma mudança na sua forma devido à influência de um campo magnético, e também exibem uma mudança na sua magnetização sob a influência do estresse mecânico.
- Ligas com memória de forma magnética são materiais que mudam de forma em resposta a uma mudança significativa no campo magnético.
- Polímeros inorgânicos inteligentes apresentam propriedades ajustáveis e responsivas.
- Polímeros sensíveis ao pH são materiais que mudam de volume quando o pH do meio que estão, muda.[10]
- Polímeros sensíveis à temperatura são materiais que sofrem alterações com a temperatura.
- Materiais halocrômicos são materiais, comumente usados, que mudam de cor como resultado da mudança de acidez. Uma aplicação comum é para tintas que podem mudar de cor, para indicar corrosão no metal abaixo delas.
- Os sistemas cromogênicos mudam de cor devido à alterações elétricas, ópticas ou térmicas. Estes incluem os materiais eletrocrômicos, que mudam de cor ou opacidade por conta da aplicação de uma voltagem (por exemplo, telas de cristal líquido), materiais termocrômicos, que mudam de cor dependendo de sua temperatura, e materiais fotocrômicos, que mudam de cor em resposta à luz - por exemplo, óculos de sol, sensíveis à luz, que escurecem, quando expostos à luz solar intensa.
- Ferrofluidos são fluidos magnéticos afetados por ímãs e campos magnéticos.
- Os materiais fotomecânicos mudam de forma pela exposição à luz.
- A policaprolactona (polimorfa) pode ser moldada por imersão em água quente.
- Os materiais autocurativos têm a capacidade intrínseca de reparar danos devido ao uso normal, ampliando, assim, a vida útil do material.
- Os elastômeros dielétricos (DEs) são sistemas de materiais inteligentes que produzem grandes deformações (até 500%) sob a influência de um campo elétrico externo.
- Materiais magnetocalóricos são compostos que sofrem uma mudança (reversível) de temperatura, após uma exposição a um campo magnético variável.
- Os revestimentos inteligentes de autocura cicatrizam sem intervenção humana.[11][12]
- Materiais termoelétricos são usados para construir dispositivos que convertem diferenças de temperatura em eletricidade, e vice-versa .
- Os materiais quimiorresponsivos mudam de tamanho, ou de volume, sob a influência de compostos químicos, ou biológicos, externos.[13]